# Komatsu PC200-8 Hybrid
Komatsu PC200-8 Hybrid to koparka hydrauliczna produkowana przez Komatsu Limited. Jest to pierwszy na świecie hybrydowy (elektrohydrauliczny) sprzęt budowlany. W momencie wprowadzenia na rynek okazało się, że zużywa o 25% mniej paliwa niż porównywalne koparki niehybrydowe i do 40% mniej paliwa podczas wykonywania niektórych funkcji. Koparka została wprowadzona na rynek 1 czerwca 2008 roku. Została udostępniona w Japonii, Chinach i Ameryce Północnej.

## System hybrydowy
W koparce Komatsu PC200-8 Hybrid zastosowano system hybrydowy Komatsu. System ten wykorzystuje bank ultrakondensatorów do magazynowania energii generowanej przez ruch obrotowy górnej części koparki. Elektryczny silnik obrotowy/generator wytwarza energię elektryczną (jako generator) podczas hamowania górnej konstrukcji i przechowuje prąd w banku ultrakondensatorów. Następnie koparka wykorzystuje energię elektryczną odprowadzaną z banku ultrakondensatorów do zasilania silnika wspomagającego silnik i zasilającego silnik/generator w celu przyspieszenia obrotu. W momencie premiery odnotowane zużycie paliwa zostało zmniejszone aż o 41% w porównaniu do porównywalnych maszyn niehybrydowych. Magazyn Construction Equipment porównał koparkę hybrydową HB215LC-1 z modelem konwencjonalnym.